# Чюйя
Чюйя (якут. Чүүйэ, рос. Чюйя) — село у Мегіно-Кангалаському улусі Республіки Сахи Російської Федерації.
Населення становить 611 осіб. Орган місцевого самоврядування — Ходоринський наслег.

## Географія

### Клімат
| Клімат Чюйя               | Клімат Чюйя | Клімат Чюйя | Клімат Чюйя | Клімат Чюйя | Клімат Чюйя | Клімат Чюйя | Клімат Чюйя | Клімат Чюйя | Клімат Чюйя | Клімат Чюйя | Клімат Чюйя | Клімат Чюйя | Клімат Чюйя |
| Показник                  | Січ.        | Лют.        | Бер.        | Квіт.       | Трав.       | Черв.       | Лип.        | Серп.       | Вер.        | Жовт.       | Лист.       | Груд.       | Рік         |
| Середній максимум, °C     | −37,4       | −29,9       | −13,7       | 0,7         | 12,7        | 22,3        | 25,4        | 21,3        | 11,4        | −3,9        | −24,6       | −35,3       | −4          |
| Середня температура, °C   | −41,2       | −35,7       | −21,9       | −6,5        | 6,3         | 15,3        | 18,5        | 14,6        | 5,8         | −8,6        | −29,2       | −39,2       | −10         |
| Середній мінімум, °C      | −45         | −41,4       | −30,1       | −13,7       | 0,0         | 8,3         | 11,6        | 8,0         | 0,3         | −13,2       | −33,8       | −43         | −16         |
| Норма опадів, мм          | 10          | 8           | 6           | 10          | 21          | 41          | 44          | 41          | 32          | 21          | 16          | 13          | 263         |
| ------------------------- | ----------- | ----------- | ----------- | ----------- | ----------- | ----------- | ----------- | ----------- | ----------- | ----------- | ----------- | ----------- | ----------- |
| Джерело: climate-data.org |             |             |             |             |             |             |             |             |             |             |             |             |             |

## Історія
Згідно із законом від 30 листопада 2004 року органом місцевого самоврядування є Ходоринський наслег.

## Населення
| 2002 | 2010 | 2012 | 2013 | 2014 | 2015 | 2016 |
| ---- | ---- | ---- | ---- | ---- | ---- | ---- |
| 565  | ↗611 | ↗619 | ↘596 | ↘593 | →593 | ↗605 |
| 2017 | 2018 |      |      |      |      |      |
| ↗609 | ↗611 |      |      |      |      |      |